# Takashi Chinen
Takashi Chinen (jap. 知念孝, Chinen Takashi; * 25. März 1967 in Uruma, Präfektur Okinawa) ist ein ehemaliger japanischer Turner.

## Erfolge
Takashi Chinen gewann bei den Olympischen Sommerspielen 1992 in Barcelona eine Bronzemedaille mit der japanischen Mannschaft im Mannschaftsmehrkampf. Zusammen mit Yutaka Aihara, Yoshiaki Hatakeda, Yukio Iketani, Masayuki Matsunaga und Daisuke Nishikawa erzielte er 578,250 Punkte und belegte somit hinter dem mit 585,450 Punkten siegreichen Vereinten Team und den mit 580,375 Punkten zweitplatzierten Chinesen den dritten Platz. Im Einzelmehrkampf belegte Chinen den 27. Platz. Bei den Spezialgeräten gelang ihm in keiner der sechs Disziplinen die Finalqualifikation. Sein bestes Resultat war ein elfter Platz am Pauschenpferd. Zwei Jahre nach den Spielen gewann Chinen auch die Bronzemedaille im Mannschaftsmehrkampf bei den Asienspielen in Hiroshima. Chinen ist Vater des Schauspielers und Sängers Yuri Chinen.